# Майстора и Маргарита
„Майстора и Маргарита“ (на руски: „Мастер и Маргарита“) е роман от Михаил Булгаков (1891 – 1940), издаден изцяло за пръв път през 1967 г.
Действието се развива около посещение на Дявола в Москва през 20-те години на 20. век. Много критици смятат книгата за един от най-значимите руски романи. По сюжета му са направени множество театрални постановки и няколко филма (в Югославия, Полша, Швеция и Русия).
Романът е публикуван цели 26 години след смъртта на автора. Първото му издание е от 1966 г. и е в съкратен вариант за списание. За да достигне романът до читателя, основна заслуга има съпругата на писателя Елена Сергеевна Шиловская, която в тежките сталински времена успява да запази ръкописа на романа.
По съхранилите се в архива на писателя многобройни бележки за книгата става ясно, че източник за сведения по темата демонология за Булгаков са били статиите в Енциклопедичния речник на Брокхауз и Ефрон, книгата на Михаил Орлов „История сношений человека с дьяволом“ (1904 г.) и книгата на писателя Александър Амфитеатров (1862 – 1938) „Дьявол в быте, легенде и в литературе Средних веков“ (1911 г.).

## Сюжет
Романът се развива, редувайки 2 паралелни повествования. Действието на първото се развива в Москва през 1920-те години, а второто е авторски поглед към събитията в Евангелието и по-точно към съда над Иисус Христос (в романа наречен Йешуа Ха-Ноцри, препратка към Иисус от Назарет) и неговата екзекуция. Редом с това „московското“ повествование има още няколко причудливо преплитащи се сюжетни линии.

## Редакции

### Първа редакция
Началото на работата си над „Майстора и Маргарита“ Булгаков в различни свои ръкописи датира ту към 1928 г., ту към 1929 г. В първата си редакция романът имал различни варианти на името: „Черният маг“, „Копитото на инженера“, „Жонгльор с копита“, „Синът на В.“, „Гастрол“. Първата редакция на „Майстора и Маргарита“ била унищожена от автора на 18 март 1930 г., след като разбира, че пиесата му „Кабала святош“ е забранена. За това Булгаков пише в писмо до правителството: „И лично аз, със собствените си ръце, хвърлих в печката черновата на романа за дявола...“.
Работата над „Майстора и Маргарита“ е възобновена през 1931 г. В първите чернови на романа в него вече фигурират Маргарита и нейният тогава все още безименен спътник – бъдещият Майстор, а Воланд се сдобива с буйната си свита.

### Втора редакция
Втората редакция, писана до 1936 г., има подзаглавие „Фантастичен роман“ и варианти на името: „Великият канцлер“, „Сатана“, „Ето ме и мен“, „Черният маг“, „Копито-консултанта“.

### Трета редакция
Третата редакция, започната през втората половина на 1936 г., първоначално се нарича „Князът на мрака“, но още през 1937 г. се появява познатото заглавие „Майстора и Маргарита“. През май – юни 1938 г. пълният текст на романа е напечатан на машина за първи път. Авторската редакция продължава почти до самата смърт на писателя.

## История на публикуването
Преди смъртта си авторът чете отделни откъси пред близки приятели в дома си. Значително по-късно, когато филологът А. З. Вулис пише своя труд за съветските сатирици, се сеща за позабравения автор на „Зойкината квартира“ и „Пурпурният остров“.
Вулис разбира, че е жива вдовицата на писателя и установява връзка с нея. След първоначалния период на недоверие Елена Шиловская му дава да прочете ръкописа на „Майстора и Маргарита“. Потресеният Вулис разказва за находката си на много колеги, след което в литературна Москва тръгват слухове за новооткрит велик роман. Това води до първата публикация в списание „Москва“ през 1966 г. (тираж 150 хил. екземпляра). В него има 2 предисловия: на Константин Симонов и на Вулис.
Редактираният текст на романа излиза самостоятелно през 1973 г., а окончателният текст е публикуван в V том на събраните съчинения, излезли през 1990 г.
Романът е издаван в България многократно. Преводът на български език е на ст.н.с. д-р Лиляна Минкова.

## Герои на романа

### От МАССОЛИТ
- Михаил Александрович Берлиоз[4] – председател на МАССОЛИТ, приятел на Бездомни, обезглавен от трамвай
- Иван Николаевич Понирьов (с псевдоним Бездомни) – поет, член на МАССОЛИТ, вкаран в лудница

### От управата на театър „Вариете“
- Степан (Стьопа) Богданович Лиходеев – директор на театъра, изпратен в Ялта от Азазело
- Григорий Данилович Римски – финансов директор на театъра
- Иван Савелиевич Варенуха – администратор на театъра, превърнат във вампир

### Служители на „Вариете“
- Жорж Бенгалски – досадно конферансие, вкаран в лудница, защото по време на сеанса на Воланд, котаракът Бегемот му изтръгва главата и му нанася трайна умствена травма

### От свитата на Воланд
- Воланд – „чуждестранен професор“ по черна магия, всъщност самият Сатана, пристигнал в Москва, за да види как му се отразява съветският строй
- Бегемот – огромен черен котарак, стоящ на 2 крака и можещ да говори, обича шах, водка и пистолети
- Коровиев – асистент на Воланд
- Азазело (с прототип демона Азазел) – кривоглед, мускулест, червенокос, нисък на ръст, изпратил Лиходеев в Ялта
- Хела – прислужничка на Воланд, вещица и вампир (прототип е Хел – демонът владетел на подземното царство в скандинавската митология)
- Абадона – ангелът на смъртта

### От романа на Майстора
- Пилат Понтийски – прокуратор на Юдея
- Йешуа Ха-Ноцри – чудотворец (с прототип Иисус Христос)
- Матей Леви – бивш бирник, последовател на Йешуа (с прототип апостол Матей)
- Юда от Кириот – предател, убит по заповед на Пилат Понтийски

## Други герои
- Майстора – писател, вкаран в лудница заради своя роман за Пилат Понтийски
- Маргарита (Маргарита Николаевна) – любовница на Майстора, домакиня на бала на Воланд
- Наташа – прислужница на Маргарита, превърната във вещица
- Никанор Иванович Босой – домоуправител на дома на улица „Садовая“ №302Б, арестуван от финансовата полиция след сигнал на Коровиев за злоупотреба с долари, подхвърлени от самия него

## Екранизации
- „Майстора и Маргарита“ (филм, 1972)
- „Пилат и другите“ (1972)
- „Майстора и Маргарита“ (филм, 1989)
- „Майстора и Маргарита“ (филм, 1994) – реж. Юрий Кара
- „Майстора и Маргарита“ (Унгария, 2005)
- „Майстора и Маргарита“ (телевизионен сериал, 2005 г.) – реж. Владимир Бортко
- Известният композитор Андрю Лойд Уебър (Andrew Lloyd Webber) през 2006 г. съобщава, че смята да напише опера по романа.